# Faizal Yusof
Faizal Yusof ou Yusup (1978 - 1 de janeiro de 2011) foi um ator malaio. Ele apareceu em numerosas séries de televisão populares em seu país como Jersi 9, Adamaya, Tiramisu e Manjalara.